# Reinhard Lauck
Reinhard Lauck (Sielow, 1946. szeptember 16. – Berlin, 1997. október 22.) olimpiai bajnok német labdarúgó.
Az NDK válogatott tagjaként részt vett az 1974-es világbajnokságon és az 1976. évi nyári olimpiai játékokon.

## Sikerei, díjai
BFC Dynamo
- Keletnémet bajnok (3): 1978-79, 1979-80, 1980-81

NDK
- Olimpiai bajnok (1): 1976